# Pawlo Ischtschenko
Pawlo Olegowitsch Ischtschenko (ukrainisch Павло Олегович Іщенко, hebräisch פבלו אישצ'נקו; * 30. April 1992 in Petropawlowsk-Kamtschatski, Russland) ist ein israelischer Boxer. Für die Ukraine wurde er 2013 Europameister im Leichtgewicht.

## Nationalität
Pawlo Ischtschenko wurde im russischen Petropawlowsk-Kamtschatski geboren und wuchs im ukrainischen Cherson auf. Aufgrund des Krieges in der Ukraine zog er 2014 nach Israel und lebte auch zwei Jahre in den Vereinigten Staaten. Sein Vater ist jüdischer Abstammung.

## Werdegang
Ischtschenko begann als Jugendlicher in Cherson mit dem Boxen. Sein wichtigster Trainer war sein Vater Oleg. Bei einer Größe von 1,70 Metern startete er immer in den leichten Gewichtsklassen. Er war Teilnehmer der Jugend-Europameisterschaften 2009 in Polen und der Jugend-Weltmeisterschaften 2010 in Aserbaidschan, wo er jeweils im ersten Kampf gegen Joe Ham bzw. Artur Bril unterlag.
Im Jahr 2011 wurde er Ukrainischer Meister im Bantamgewicht und 2012 auch im Leichtgewicht, wobei ihm auch ein Sieg gegen Mykola Buzenko gelang. 2012 nahm er an der europäischen Olympiaqualifikation in Trabzon teil und besiegte Aram Awagjan, Veaceslav Gojan, Bashir Hassan und Dennis Ceylan. Er hatte sich somit für die Olympischen Spiele 2012 in London qualifiziert, verlor dort aber im ersten Kampf gegen Joseph Diaz.
2013 gewann er die Goldmedaille im Leichtgewicht bei den Europameisterschaften in Minsk, nachdem er sich gegen Sean McComb, Gytis Vaitkus, Charles Flynn, Dmitri Poljanski und Wasgen Safarjanz durchgesetzt hatte. Darüber hinaus boxte er für die Ukrainian Otamans in der World Series of Boxing.
2015 und 2016 bestritt er drei siegreiche Profikämpfe für einen US-Promoter, zwei davon in den USA. Anschließend boxte er unter israelischer Flagge und wurde 2017 und 2018 Israelischer Meister im Leichtgewicht. Für dieses Land ging er auch bei den Europameisterschaften 2017 in Charkiw an den Start, besiegte Răzvan Andreiana, Wasgen Safarjanz und Otar Eranossian, verlor im Halbfinale gegen Gabil Mamedow und gewann somit eine Bronzemedaille im Leichtgewicht. Er hatte sich somit auch für die Weltmeisterschaften 2017 in Hamburg qualifiziert. Dort besiegte er in der Vorrunde Shan Jun, verlor aber im Achtelfinale gegen Dordschnjambuugiin Otgondalai.